# بخش نورتالیه
بخش نورتالیه (به سوئدی: Norrtälje kommun) یک ناحیه شهری در سوئد است که در شهرستان استکهلم واقع شده‌است.

## خواهرخوانده
شهرهای Sicaya Municipality، پالدیسکی، کاردلا، Vihti و پسکوف خواهرخوانده‌های بخش نورتالیه هستند.